# Zié Diabaté
Zié Diabaté (M'Pody, 2 marzo 1989) è un ex calciatore ivoriano, di ruolo difensore.

## Carriera
Ha giocato nella massima serie dei campionati rumeno, francese e belga.